# Parma Football Club 2012-2013
Questa voce raccoglie le informazioni riguardanti il Parma Football Club nelle competizioni ufficiali della stagione 2012-2013.

## Stagione
La stagione incomincia sotto il segno delle sette vittorie consecutive della precedente. La campagna acquisti segna una grave perdita: Sebastian Giovinco passa alla Juventus per 11 milioni di euro più Raman Chibsah, centrocampista girato poi al Sassuolo. Nonostante ciò il Parma chiude numerose trattative in entrata, soprattutto in attacco, rivoluzionato con gli arrivi di Dorlan Pabón, Ishak Belfodil, Sōtīrīs Ninīs, reduce da Euro 2012 con la nazionale greca (che poi sarà visto da Donadoni più come mezz'ala che come seconda punta) e Amauri. Il precampionato è diviso in due parti: pre-ritiro a Olbia e ritiro vero e proprio a Levico Terme. La prima amichevole al Tardini termina 2-0 per il Parma, contro la Real Sociedad, con reti di Alessandro Lucarelli e Stefano Morrone.
Il campionato inizia il 25 agosto allo Juventus Stadium, con un 2-0 in favore della Juventus.
Al suo esordio in casa, al Tardini contro il Chievo, arriva la prima vittoria stagionale 2-0 con le reti di Belfodil e Rosi. Seguono poi una sconfitta contro il Napoli (3-1) e 3 pareggi consecutivi contro Fiorentina (1-1), Genoa (1-1) e Milan (1-1). Dopo la sconfitta in trasferta contro il Catania per 2-0,arrivano tre vittorie consecutive contro Sampdoria (2-1), Torino (1-3) e Roma (3-2), risultati che fanno salire il Parma in zona Europa League al 6º posto con 14 punti a pari punti con la Roma.
Dopo questo brillante periodo, il Parma sembra ritornare sui ritmi di inizio stagione vincendo in casa contro l'Inter per 1-0 grazie a un gol di Nicola Sansone ma perdendo contro Pescara (2-0), Atalanta e Lazio, queste ultime due partite sono terminate entrambe terminate 2-1 e pareggiando contro Udinese (2-2) e Siena (0-0); mentre in Coppa Italia, unica competizione dopo il campionato che disputa la squadra di Donadoni, il Parma viene subito eliminato agli ottavi di finale dal Catania ai calci di rigore dopo aver pareggiato per 1-1 nei tempi regolamentari. Per quanto riguarda il campionato, gli emiliani riescono a chiudere il girone d'andata vincendo il derby emiliano contro il Bologna (2-1), nel finale contro il Palermo (2-1) grazie a un gol di Amauri e in modo molto netto contro il Cagliari per 4-1 dopo essere passati in svantaggio nel primo tempo. Terminando così il girone d'andata all'ottavo posto con 29 punti, ad appena una lunghezza dal Milan, settimo in classifica.
Dopo aver aperto il girone di ritorno con un pareggio contro la Juventus per 1-1, pareggio raggiunto nel finale grazie a un gol di Nicola Sansone dopo essere passati in svantaggio, arriva il periodo forse più nero della stagione della squadra di Donadoni, con gli emiliani che dopo la vittoria contro il Palermo restano a secco di vittorie per 8 giornate consecutive, perdendo contro Napoli (1-2), Fiorentina (2-0), Milan (2-1), Catania (1-2) e Sampdoria (1-0) e riuscendo a strappare un punto contro Chievo (1-1) e Genoa (0-0). I crociati ritornano alla vittoria alla 28ª di campionato contro il Torino, vincendo 4-1 (tripletta di Amauri e gol si Sansone. È la prima tripletta in carriera per il giocatore italo-brasiliano). Seguono poi un pareggio col Siena (0-0), una vittoria interna col Pescara (3-0), due sconfitte contro Udinese (0-3) e Inter (0-1), due vittorie contro Atalanta (2-0) e Cagliari (1-0) e una sconfitta interna nel derby contro il Bologna (0-2). I crociati terminano la loro stagione con un 3-1 esterno ai danni del Palermo, piazzandosi così al 10º posto.

## Divise e sponsor
Il fornitore tecnico per la stagione 2012-2013 è sempre Erreà, mentre lo sponsor ufficiale è Vorwerk attraverso il marchio Folletto. Il 12 maggio 2013, in occasione delle celebrazioni per il ventennale della vittoria parmense nella Coppa delle Coppe 1992-1993 (il primo trofeo internazionale del club), il Parma è sceso in campo nel turno casalingo di campionato contro il Bologna indossando una speciale divisa, replica esatta dell'uniforme con cui venne giocata la finale al Wembley Stadium contro l'Anversa.
| Prima divisa | Seconda divisa | Terza divisa | Divisa speciale Wembley 1993-2013 | 1ª portiere | 2ª portiere |

## Rosa
Rosa aggiornata al 31 gennaio 2013.
| N. |                         | Ruolo | Calciatore                 |
| -- | ----------------------- | ----- | -------------------------- |
| 1  | Italia (bandiera)       | P     | Nicola Pavarini            |
| 2  | Perù (bandiera)         | C     | Álvaro Ampuero             |
| 3  | Uruguay (bandiera)      | D     | Emilio MacEachen           |
| 4  | Italia (bandiera)       | C     | Stefano Morrone (capitano) |
| 5  | Italia (bandiera)       | D     | Cristian Zaccardo          |
| 5  | Algeria (bandiera)      | D     | Djamel Mesbah              |
| 6  | Italia (bandiera)       | D     | Alessandro Lucarelli       |
| 7  | Francia (bandiera)      | C     | Jonathan Biabiany          |
| 8  | Italia (bandiera)       | C     | Daniele Galloppa           |
| 9  | Francia (bandiera)      | A     | Ishak Belfodil             |
| 10 | Cile (bandiera)         | C     | Jaime Valdés               |
| 11 | Italia (bandiera)       | A     | Amauri                     |
| 13 | Italia (bandiera)       | D     | Fabiano Santacroce         |
| 14 | Sierra Leone (bandiera) | C     | Rodney Strasser            |
| 15 | Kenya (bandiera)        | C     | McDonald Mariga            |
| 16 | Italia (bandiera)       | C     | Marco Parolo               |
| 17 | Italia (bandiera)       | A     | Raffaele Palladino         |
| 18 | Italia (bandiera)       | C     | Massimo Gobbi              |
| 19 | Italia (bandiera)       | C     | Gianluca Musacci           |

| N. |                       | Ruolo | Calciatore         |
| -- | --------------------- | ----- | ------------------ |
| 19 | Italia (bandiera)     | C     | Filippo Boniperti  |
| 20 | Ghana (bandiera)      | C     | Afriyie Acquah     |
| 20 | Italia (bandiera)     | A     | Alberto Cerri      |
| 21 | Italia (bandiera)     | A     | Nicola Sansone     |
| 22 | Belgio (bandiera)     | A     | Floriano Vanzo     |
| 23 | Venezuela (bandiera)  | A     | Manuel Arteaga     |
| 28 | Tunisia (bandiera)    | D     | Yohan Benalouane   |
| 29 | Argentina (bandiera)  | D     | Gabriel Paletta    |
| 31 | Italia (bandiera)     | D     | Andrea Coda        |
| 32 | Italia (bandiera)     | C     | Marco Marchionni   |
| 39 | Argentina (bandiera)  | D     | Ignacio Fideleff   |
| 44 | Italia (bandiera)     | P     | Daniele De Angelis |
| 77 | Grecia (bandiera)     | C     | Sōtīrīs Ninīs      |
| 83 | Italia (bandiera)     | P     | Antonio Mirante    |
| 87 | Italia (bandiera)     | C     | Aleandro Rosi      |
| 88 | Colombia (bandiera)   | A     | Dorlan Pabón       |
| 91 | Slovacchia (bandiera) | P     | Pavol Bajza        |
| 99 | Italia (bandiera)     | A     | Graziano Pellè     |

## Calciomercato

### Sessione estiva(dall'1/7 al 31/8)
| Acquisti | Acquisti                | Acquisti          | Acquisti                         |
| R.       | Nome                    | a                 | Modalità                         |
| -------- | ----------------------- | ----------------- | -------------------------------- |
| P        | Francesco Anacoura      | Juventus          | compartecipazione                |
| P        | Pavol Bajza             | Dubnica           | definitivo                       |
| P        | Alessandro Iacobucci    | Siena             | compartecipazione                |
| P        | Matteo Pisseri          | Renate            | riscatto compartecipazione       |
| P        | Mirko Pigliacelli       | Roma              | definitivo                       |
| P        | Francesco Sollo         | Neapolis          | definitivo                       |
| D        | Yohan Benalouane        | Cesena            | prestito                         |
| D        | Angelo Bencivenga       | Pro Vercelli      | riscatto compartecipazione       |
| D        | Paolo Hernán Dellafiore | Novara            | definitivo                       |
| D        | Ignacio Fideleff        | Napoli            | prestito                         |
| D        | Gonçalo Brandão         | Siena             | compartecipazione                |
| D        | Fabio Lebran            | AlbinoLeffe       | riscatto compartecipazione       |
| D        | Emilio MacEachen        | Peñarol           | prestito                         |
| D        | Giuseppe Pacini         | Siena             | compartecipazione                |
| D        | Lorenzo Pasqualini      | Ascoli            | compartecipazione                |
| D        | Jonas Portin            | Padova            | compartecipazione                |
| D        | Andrea Rossi            | Siena             | compartecipazione                |
| D        | Fabiano Santacroce      | Napoli            | compartecipazione                |
| D        | Solomon Enow            | Spezia            | definitivo                       |
| C        | Afriyie Acquah          | Palermo           | prestito                         |
| C        | Jonathan Biabiany       | Sampdoria         | compartecipazione                |
| C        | Raman Chibsah           | Juventus          | compartecipazione                |
| C        | Alessandro De Vitis     | Modena            | controriscatto                   |
| C        | Gianluca Musacci        | Empoli            | compartecipazione                |
| C        | Sōtīrīs Ninīs           | Panathīnaïkos     | definitivo                       |
| C        | Marco Parolo            | Cesena            | prestito con diritto di riscatto |
| C        | Aleandro Rosi           | Roma              | definitivo                       |
| C        | Jaime Valdés            | Sporting Lisbona  | definitivo                       |
| C        | Floriano Vanzo          | Tubize-Braine     | definitivo                       |
| C        | Gabriele Paonessa       | Bologna           | riscatto compartecipazione       |
| C        | Marco Marchionni        | Fiorentina        | svincolato                       |
| A        | Amauri                  | Juventus          | definitivo                       |
| A        | Daniele Bazzoffia       | Gubbio            | definitivo                       |
| A        | Ishak Belfodil          | Olympique Lione   | definitivo                       |
| A        | Stefano Okaka           | Roma              | definitivo                       |
| A        | Dorlan Pabón            | Atlético Nacional | definitivo                       |
| A        | Manuel Arteaga          | Zulia             | prestito con diritto di riscatto |

| Cessioni | Cessioni                | Cessioni         | Cessioni                   |
| R.       | Nome                    | a                | Modalità                   |
| -------- | ----------------------- | ---------------- | -------------------------- |
| P        | Alberto Gallinetta      | Feralpisalò      | prestito                   |
| P        | Andrea Gasparri         | Fondi            | riscatto compartecipazione |
| P        | Mirko Pigliacelli       | Sassuolo         | prestito                   |
| P        | Matteo Pisseri          | Catanzaro        | prestito                   |
| P        | Stefano Russo           | Brescia          | compartecipazione          |
| D        | Angelo Bencivenga       | Pro Vercelli     | prestito                   |
| D        | Paolo Castellini        | Sampdoria        | definitivo                 |
| D        | Paolo Hernán Dellafiore | Siena            | compartecipazione          |
| D        | Rolf Feltscher          | Padova           | prestito                   |
| D        | Stefano Ferrario        | Lecce            | fine prestito              |
| D        | Alberto Galuppo         | Siena            | compartecipazione          |
| D        | Fabio Lebran            | Perugia          | prestito                   |
| D        | Francesco Pambianchi    | Gubbio           | prestito                   |
| D        | Andrea Rispoli          | Padova           | prestito                   |
| D        | Stefan Ristovski        | Bari             | prestito                   |
| D        | Andrea Rossi            | Cesena           | prestito                   |
| D        | Andrea Talignani        | Virtus Entella   | riscatto compartecipazione |
| D        | Luca Tedeschi           | Cremonese        | prestito                   |
| D        | Nicolò Belotti          | Carrarese        | prestito                   |
| D        | Thomas Fabbri           | Santarcangiolese | prestito                   |
| D        | Solomon Enow            | CFR Cluj         | prestito                   |
| C        | Matteo Mandorlini       | Spezia           | prestito                   |
| C        | Bright Addae            | Crotone          | prestito                   |
| C        | Raman Chibsah           | Sassuolo         | prestito                   |
| C        | Davide Colomba          | Ascoli           | compartecipazione          |
| C        | Lorenzo Crisetig        | Spezia           | prestito                   |
| C        | Alessio Manzoni         | Gubbio           | prestito                   |
| C        | Manuel Coppola          | Siena            | compartecipazione          |
| C        | Alessandro De Vitis     | Padova           | prestito                   |
| C        | Abdou Doumbia           | Siena            | compartecipazione          |
| C        | Niccolò Galli           | Padova           | compartecipazione          |
| C        | Gonçalo Brandão         | Cesena           | prestito                   |
| C        | Abderrazzak Jadid       | Grosseto         | definitivo                 |
| C        | Francesco Lunardini     | San Marino       | prestito                   |
| C        | McDonald Mariga         | Inter            | fine prestito              |
| C        | Fernando Marqués        |                  | svincolato                 |
| C        | Nwankwo Obiora          | Padova           | prestito                   |
| C        | Gabriele Paonessa       | Perugia          | prestito                   |
| C        | Danilo Pereira          | Roda JC          | prestito                   |
| C        | Mário Rui               | Spezia           | prestito                   |
| C        | Raffaele Schiavi        | Spezia           | prestito                   |
| C        | Francesco Valiani       | Siena            | definitivo                 |
| C        | Alessandro Vecchi       | Mantova          | prestito                   |
| C        | Zé Eduardo              | Padova           | prestito                   |
| C        | Godfred Adofo           | CFR Cluj         | definitivo                 |
| C        | Francesco Modesto       | Pescara          | prestito                   |
| C        | Yves Bationo            | Empoli           | prestito                   |
| C        | Irfan Šahman            | Crotone          | prestito                   |
| C        | David Löfquist          | Malmö FF         | prestito                   |
| A        | Fabio Borini            | Roma             | riscatto compartecipazione |
| A        | Daniel Ciofani          | Perugia          | prestito                   |
| A        | Grégoire Defrel         | Cesena           | compartecipazione          |
| A        | Milan Đurić             | Cremonese        | prestito                   |
| A        | Sergio Floccari         | Lazio            | fine prestito              |
| A        | Sebastian Giovinco      | Juventus         | riscatto compartecipazione |
| A        | Gianluca Lapadula       | Cesena           | compartecipazione          |
| A        | Stefano Okaka           | Spezia           | prestito                   |
| A        | Daniele Paponi          | Bologna          | riscatto compartecipazione |
| A        | Ronny Valerio           | Renate           | riscatto compartecipazione |
| A        | Daniele Bazzoffia       | Gubbio           | prestito                   |
| A        | Mauro Cioffi            | Renate           | prestito                   |
| A        | Graziano Pellè          | Feyenoord        | prestito                   |
| A        | Simone Malatesta        | Carrarese        | prestito                   |

### Sessione invernale(dal 3/1 al 31/1)
| Acquisti | Acquisti             | Acquisti      | Acquisti                   |
| R.       | Nome                 | a             | Modalità                   |
| -------- | -------------------- | ------------- | -------------------------- |
| P        | Matteo Cincilla      | Inter         | definitivo                 |
| P        | Alessandro Iacobucci | Siena         | riscatto compartecipazione |
| D        | Andrea Coda          | Udinese       | prestito                   |
| D        | Djamel Mesbah        | Milan         | definitivo                 |
| C        | Álvaro Ampuero       | Universitario | definitivo                 |
| C        | Filippo Boniperti    | Juventus      | compartecipazione          |
| C        | McDonald Mariga      | Inter         | prestito                   |
| C        | Gianluca Musacci     | Empoli        | riscatto compartecipazione |
| C        | Nwankwo Obiora       | Padova        | fine prestito              |
| C        | Andrea Russotto      | Catanzaro     | compartecipazione          |
| C        | Rodney Strasser      | Milan         | prestito                   |

| Cessioni | Cessioni             | Cessioni   | Cessioni          |
| R.       | Nome                 | a          | Modalità          |
| -------- | -------------------- | ---------- | ----------------- |
| P        | Alberto Gallinetta   | Juventus   | compartecipazione |
| P        | Alessandro Iacobucci | Spezia     | prestito          |
| D        | Angelo Bencivenga    | Ternana    | prestito          |
| D        | Rolf Feltscher       | Grosseto   | prestito          |
| D        | Ignacio Fideleff     | Napoli     | fine prestito     |
| D        | Cristian Zaccardo    | Milan      | definitivo        |
| C        | Afriyie Acquah       | Palermo    | fine prestito     |
| C        | Lorenzo Crisetig     | Crotone    | prestito          |
| C        | David Löfquist       | Odense     | prestito          |
| C        | Matteo Mandorlini    | Grosseto   | prestito          |
| C        | Gianluca Musacci     | Spezia     | prestito          |
| C        | Nwankwo Obiora       | CFR Cluj   | prestito          |
| C        | Gabriele Paonessa    | Crotone    | prestito          |
| A        | Dorlan Pabón         | Real Betis | prestito          |
| A        | Graziano Pellè       | Feyenoord  | definitivo        |

## Risultati

### Serie A

#### Girone d'andata
| Arbitro: | Romeo (Verona) |

|                            |           |  |
| Lichtsteiner 54’ Pirlo 59’ | Marcatori |  |

| Arbitro: | Massa (Imperia) |

|                       |           |  |
| Belfodil 32’ Rosi 86’ | Marcatori |  |

| Arbitro: | Gervasoni (Mantova) |

|                                         |           |            |
| Cavani 3’ (rig.) Pandev 39’ Insigne 77’ | Marcatori | 44’ Parolo |

| Arbitro: | Valeri (Roma 2) |

|                     |           |               |
| Valdés 90+3’ (rig.) | Marcatori | 20’ Roncaglia |

| Arbitro: | Guida (Torre Annunziata) |

|                      |           |               |
| Borriello 88’ (rig.) | Marcatori | 27’ Lucarelli |

| Arbitro: | Rocchi (Firenze) |

|              |           |                 |
| Galloppa 66’ | Marcatori | 50’ El Shaarawy |

| Arbitro: | Calvarese (Teramo) |

|                        |           |  |
| Gómez 2’ Bergessio 79’ | Marcatori |  |

| Arbitro: | Peruzzo (Schio) |

|                        |           |                 |
| Amauri 36’ (rig.), 53’ | Marcatori | 81’ (rig.) Éder |

| Arbitro: | Giacomelli (Trieste) |

|             |           |                                 |
| Basha 90+2’ | Marcatori | 72’ Sansone 73’ Amauri 88’ Rosi |

| Arbitro: | Damato (Barletta) |

|                                      |           |                     |
| Belfodil 34’ Parolo 37’ Zaccardo 65’ | Marcatori | 8’ Lamela 71’ Totti |

| Arbitro: | Massa (Imperia) |

|                            |           |  |
| Abbruscato 48’ Weiss 90+3’ | Marcatori |  |

| Parma 11 novembre 2012, ore 15:00 CET 12ª giornata | Parma       | 0 – 0 referto | Siena | Stadio Ennio Tardini (10.611 spett.)\| Arbitro: \| Celi (Bari) \| |
| Arbitro:                                           | Celi (Bari) |               |       |                                                                   |

| Arbitro: | Russo (Nola) |

|                          |           |                              |
| Di Natale 9’ Pereyra 50’ | Marcatori | 46’ Marchionni 89’ Palladino |

| Arbitro: | Banti (Livorno) |

|             |           |  |
| Sansone 75’ | Marcatori |  |

| Arbitro: | Guida (Torre Annunziata) |

|                     |           |              |
| Biava 25’ Klose 34’ | Marcatori | 66’ Belfodil |

| Arbitro: | Calvarese (Teramo) |

|                     |           |            |
| Denis 4’ Peluso 38’ | Marcatori | 45’ Amauri |

| Arbitro: | Ostinelli (Como) |

|                                                  |           |         |
| Belfodil 21’, 86’ Biabiany 54’ Valdés 65’ (rig.) | Marcatori | 20’ Sau |

| Arbitro: | Russo (Nola) |

|              |           |                        |
| Sørensen 54’ | Marcatori | 56’ Valdés 66’ Sansone |

| Arbitro: | Doveri (Roma 1) |

|                           |           |           |
| Belfodil 62’ Amauri 90+2’ | Marcatori | 85’ Budan |

#### Girone di ritorno
| Arbitro: | De Marco (Chiavari) |

|             |           |           |
| Sansone 77’ | Marcatori | 52’ Pirlo |

| Arbitro: | Calvarese (Teramo) |

|              |           |              |
| Paloschi 56’ | Marcatori | 40’ Belfodil |

| Arbitro: | Rocchi (Firenze) |

|                      |           |                       |
| Cannavaro 74’ (aut.) | Marcatori | 20’ Hamšík 85’ Cavani |

| Arbitro: | Russo (Nola) |

|                      |           |  |
| Toni 27’ Jovetić 50’ | Marcatori |  |

| Parma 10 febbraio 2013, ore 12:30 CET 24ª giornata | Parma           | 0 – 0 referto | Genoa | Stadio Ennio Tardini (10.944 spett.)\| Arbitro: \| Peruzzo (Schio) \| |
| Arbitro:                                           | Peruzzo (Schio) |               |       |                                                                       |

| Arbitro: | Massa (Imperia) |

|                                  |           |               |
| Paletta 39’ (aut.) Balotelli 77’ | Marcatori | 90+3’ Sansone |

| Arbitro: | Giacomelli (Trieste) |

|            |           |                  |
| Amauri 87’ | Marcatori | 5’ Lodi 44’ Keko |

| Arbitro: | Valeri (Roma 2) |

|            |           |  |
| Icardi 58’ | Marcatori |  |

| Arbitro: | Mariani (Aprilia) |

|                                    |           |             |
| Amauri 77’, 83’, 90+1’ Sansone 80’ | Marcatori | 56’ Santana |

| Arbitro: | Russo (Nola) |

|                     |           |  |
| Lamela 7’ Totti 70’ | Marcatori |  |

| Arbitro: | Di Bello (Brindisi) |

|                                       |           |  |
| Benalouane 18’ Paletta 52’ Amauri 65’ | Marcatori |  |

| Siena 7 aprile 2013, ore 15:00 CEST 31ª giornata | Siena             | 0 – 0 referto | Parma | Stadio Artemio Franchi - Montepaschi Arena (9.880 spett.)\| Arbitro: \| Bergonzi (Genova) \| |
| Arbitro:                                         | Bergonzi (Genova) |               |       |                                                                                              |

| Arbitro: | Merchiori (Ferrara) |

|  |           |                             |
|  | Marcatori | 12’, 43’ Muriel 62’ Pereyra |

| Arbitro: | Damato (Barletta) |

|            |           |  |
| Rocchi 81’ | Marcatori |  |

| Parma 28 aprile 2013, ore 15:00 CEST 34ª giornata | Parma              | 0 – 0 referto | Lazio | Stadio Ennio Tardini (11.028 spett.)\| Arbitro: \| Calvarese (Teramo) \| |
| Arbitro:                                          | Calvarese (Teramo) |               |       |                                                                          |

| Arbitro: | Giacomelli (Trieste) |

|                         |           |  |
| Parolo 44’ Biabiany 58’ | Marcatori |  |

| Arbitro: | Fabbri (Ravenna) |

|  |           |          |
|  | Marcatori | 80’ Rosi |

| Arbitro: | Di Paolo (Avezzano) |

|  |           |                           |
|  | Marcatori | 6’ Taïder 76’ Moscardelli |

| Arbitro: | Roca (Foggia) |

|             |           |                                     |
| Miccoli 75’ | Marcatori | 38’ Gobbi 41’ Valdés 45+1’ Belfodil |

### Coppa Italia

#### Fase finale
| Arbitro: | Massa (Imperia) |

|                                       |                      |                                            |
| Pabón 12’                             | Marcatori            | 19’ (rig.) Lodi                            |
| Pabón Marchionni Parolo Ninis Paletta | Tiri di rigore 3 – 4 | Barrientos Álvarez Lodi Bergessio Marchese |

## Statistiche

### Statistiche di squadra
| Competizione | Punti | In casa | In casa | In casa | In casa | In casa | In casa | In trasferta | In trasferta | In trasferta | In trasferta | In trasferta | In trasferta | Totale | Totale | Totale | Totale | Totale | Totale | DR   |
| Competizione | Punti | G       | V       | N       | P       | Gf      | Gs      | G            | V            | N            | P            | Gf           | Gs           | G      | V      | N      | P      | Gf     | Gs     | DR   |
| ------------ | ----- | ------- | ------- | ------- | ------- | ------- | ------- | ------------ | ------------ | ------------ | ------------ | ------------ | ------------ | ------ | ------ | ------ | ------ | ------ | ------ | ---- |
| Serie A      | 49    | 19      | 9       | 6       | 4       | 33      | 28      | 19           | 4            | 4            | 11           | 17           | 28           | 38     | 13     | 10     | 15     | 45     | 46     | -1   |
| Coppa Italia | -     | 1       | 0       | 0       | 1       | 1       | 1       | 0            | 0            | 0            | 0            | 0            | 0            | 1      | 0      | 0      | 1      | 1      | 1      | 0    |
| Totale       | 49    | 20      | 9       | 6       | 5       | 34      | 29      | 19           | 4            | 4            | 11           | 17           | 28           | 39     | 13     | 10     | 16     | 46     | 47     | - 27 |

### Andamento in campionato
| Giornata  | 1  | 2  | 3  | 4  | 5  | 6  | 7  | 8  | 9 | 10 | 11 | 12 | 13 | 14 | 15 | 16 | 17 | 18 | 19 | 20 | 21 | 22 | 23 | 24 | 25 | 26 | 27 | 28 | 29 | 30 | 31 | 32 | 33 | 34 | 35 | 36 | 37 | 38 |
| --------- | -- | -- | -- | -- | -- | -- | -- | -- | - | -- | -- | -- | -- | -- | -- | -- | -- | -- | -- | -- | -- | -- | -- | -- | -- | -- | -- | -- | -- | -- | -- | -- | -- | -- | -- | -- | -- | -- |
| Luogo     | T  | C  | T  | C  | T  | C  | T  | C  | T | C  | T  | C  | T  | C  | T  | T  | C  | T  | C  | C  | T  | C  | T  | C  | T  | C  | T  | C  | T  | C  | T  | C  | T  | C  | C  | T  | C  | T  |
| Risultato | P  | V  | P  | N  | N  | N  | P  | V  | V | V  | P  | N  | N  | V  | P  | P  | V  | V  | V  | N  | N  | P  | P  | N  | P  | P  | P  | V  | P  | V  | N  | P  | P  | N  | V  | V  | P  | V  |
| Posizione | 18 | 13 | 14 | 13 | 14 | 16 | 17 | 12 | 7 | 6  | 9  | 9  | 9  | 7  | 8  | 11 | 10 | 8  | 8  | 9  | 9  | 10 | 10 | 10 | 11 | 12 | 13 | 12 | 13 | 10 | 10 | 11 | 14 | 13 | 10 | 10 | 10 | 10 |

Legenda:

Luogo: C = Casa; T = Trasferta. Risultato: V = Vittoria; N = Pareggio; P = Sconfitta.